# やさしい猫
『やさしい猫』（やさしいねこ）は、中島京子による日本の長編小説。読売新聞夕刊の新聞小説として2020年5月7日から2021年4月17日まで連載され、2021年8月19日に中央公論新社より単行本が刊行された。第56回吉川英治文学賞受賞作、芸術選奨文部科学大臣賞受賞作、貧困ジャーナリズム大賞特別賞受賞作。
2023年にNHK総合「土曜ドラマ」枠でテレビドラマ化、また2024年に劇団民藝で舞台化された。

## 概要・あらすじ
日本の出入国管理制度（入管制度）を背景に、外国人と日本人の家族が直面する理不尽や困難、多様な家族のあり方を問いかける小説である。
シングルマザーの奥山ミユキとその娘マヤ、スリランカ出身の青年クマラ（通称クマさん）が家族になろうとする過程を描く。物語はマヤの視点で進み、異国出身のクマラとの出会いから恋愛、家族としての絆を深めていく様子、入管行政による理不尽な困難に直面し、それを乗り越えようとする姿が描かれている。
ミユキは東日本大震災のボランティア活動を通じてクマラと出会い、やがて交際を始める。ミユキの娘マヤもクマラに心を開き、3人は家族同然に暮らすようになる。しかし、クマラは勤務先の倒産により在留資格を失い、入国管理局に収容されてしまう。2人の結婚は「偽装結婚」と疑われ、クマラには退去強制令が出される。ミユキとマヤはクマラを救うため、弁護士や友人の協力を得て裁判に立ち向かう。

## 作品の背景
著者の中島京子は、2017年に東日本入国管理センター（茨城県牛久市）でベトナム人男性が死亡した事件をきっかけに入管行政の問題に関心を持ち、執筆にあたって弁護士や支援者、収容経験者への取材を重ねた。また、連載中には名古屋入管でスリランカ人女性が死亡する事件も発生し、現実社会の問題と小説が重なることとなった。
主要登場人物は、シングルマザーのミユキ、娘のマヤ、スリランカ出身のクマラである。物語には、マヤの同級生であるクルド人の少年・ハヤトも登場する。ハヤトは日本生まれ日本育ちだが仮放免の身で、難民申請中という設定である。マヤの初恋の相手でもあり、彼の存在を通じて、日本社会で生きる難民の現実が描かれる。

## 書籍情報
- 単行本 - 中央公論新社 ISBN 978-4-12-005455-6（2021年8月19日）

## テレビドラマ
2023年6月24日から7月29日まで、NHK総合の「土曜ドラマ」枠で放送された。主演は優香。

### キャスト

#### 主要人物
奥山ミユキ
演 - 優香
シングルマザーで保育士。
首藤マヤ
演 - 伊東蒼（小学生時代：太田結乃）
ミユキの娘で高校生。ドラマの語り手。
クマラ
演 - オミラ・シャクティ
自動車整備工場で働くスリランカ人。フルネームはMAHAMALAKKARA PATTIKIRIKORALAGE RANASINGHE AKIRA HEMANTHA KUMARA。

#### ミユキの関係者
奥山マツコ
演 - 余貴美子
ミユキの母。山形県鶴岡市に住んている。
水上
演 - 池津祥子
ミユキ親子が住むアパートの大家さん。
ほなみ
演 - 石川恋
ミユキが働く保育園の同僚保育士。

#### マヤの関係者
ナオキ
演 - 南出凌嘉
マヤの小学校時代の同級生。
ハヤト
演 - ラディン
埼玉生まれ埼玉育ちのクルド人。麻衣子が担当している。マヤと仲良くなる。

#### クマラの関係者
ペレラ
演 - にしゃんた　（ドラマでは、スリランカ文化考証も担当。）
クマラの先輩友人。カレー屋の店主。

#### 恵法律事務所
恵耕一郎
演 - 滝藤賢一
人権派弁護士。ミユキたちをサポートする。
江藤麻衣子
演 - 山田真歩
弁護士。在留外国人の問題に詳しい。

#### 入管
上原賢一
演 - 吉岡秀隆
入管の職員としてミユキたちと知り合う。
占部
演 - 麻生祐未
入管側の代理人で、ミユキの弁護士と激しく対立する。

### スタッフ
- 原作 - 中島京子『やさしい猫』（中央公論新社）
- 脚本 - 矢島弘一
- 音楽 - 林正樹
- 制作統括 - 倉崎憲
- プロデューサー - 伴瀬萌、大久保篤
- 演出 - 柳川強、安藤大佑
- 制作・著作 - NHK

### 放送日程
| 放送回 | 放送日  | 演出     |
| ------ | ------- | -------- |
| 第1回  | 6月24日 | 柳川強   |
| 第2回  | 7月01日 | 安藤大佑 |
| 第3回  | 7月08日 | 柳川強   |
| 第4回  | 7月22日 |          |
| 最終回 | 7月29日 |          |

- 7月15日は『2022年ウィンブルドン選手権』中継（22時 - 翌0時）のため休止。
- 2023年10月1日 - 10月29日にかけての毎週日曜日にNHKワールドTV（外国の放送機関や、国内外ケーブルテレビ・アプリケーションソフト向け）の「NHK DRAMA SHOWCASE」[17]の枠内で、英語字幕スーパー付き（英題「The Kind Hearted CAT」）のバージョンで放送された。

| NHK総合 土曜ドラマ                           | NHK総合 土曜ドラマ                     | NHK総合 土曜ドラマ                              |
| 前番組                                       | 番組名                                 | 次番組                                          |
| -------------------------------------------- | -------------------------------------- | ----------------------------------------------- |
| 正義の天秤 Season2 （2023年5月6日 - 6月3日） | やさしい猫 （2023年6月24日 - 7月29日） | 遙かなる山の呼び声 （2023年9月23日 - 10月14日） |